# Howard Lincoln
Howard Charles Lincoln (Oakland, California; 14 de febrero de 1940) es un abogado y empresario estadounidense, conocido principalmente por ser expresidente de Nintendo of America y expresidente y director ejecutivo del equipo de béisbol Seattle Mariners, representando al propietario mayoritario ausente Hiroshi Yamauchi hasta la muerte de Yamauchi el 19 de septiembre de 2013.

## Primeros años
Nacido en Oakland, California, Lincoln fue un activo boy scout. Cuando tenía trece años, posó para la famosa pintura de Norman Rockwell The Scoutmaster, la cual se publicó en un calendario en 1956. En la pintura, el joven Lincoln está inmediatamente a la derecha de la fogata. Lincoln finalmente alcanzó el rango de Eagle Scout y recibió un premio distinción. Distinguished Eagle Scout Award.
Lincoln se matriculó en la Universidad de California en Berkeley en 1957, donde obtuvo su licenciatura universitaria en ciencias políticas en 1962 y su título de abogado en Berkeley Law en 1965. De 1966 a 1970, se desempeñó como teniente naval dentro del Cuerpo del Abogado General del Juez. Luego trabajó en la práctica privada como abogado en Seattle, Washington.

## Trayectoria en Nintendo
En 1981, Lincoln realizó trabajos legales para Nintendo, que culminó en el recordado caso de Universal City Studios contra Nintendo, en la que Universal había demandado a la empresa japonesa, alegando que el videojuego Donkey Kong infringía los derechos de Universal sobre King Kong. Lincoln contrató a John Kirby para representar a Nintendo en la sala del tribunal. Nintendo ganó el caso, así como sucesivas apelaciones judiciales.
Lincoln conoció a Yamauchi en 1982 y se unió a Nintendo en 1983 como vicepresidente sénior y consejero general. Él, junto a Minoru Arakawa jugaron un papel decisivo en la reconstrucción de la industria de los videojuegos en  América del Norte, después de la crisis de 1983, con exitosas estrategias de mercadeo del Nintendo Entertainment System. En 1994, Lincoln fue nombrado presidente de Nintendo of America, división de Nintendo para Estados Unidos.
Como presidente de Nintendo, Lincoln estuvo involucrado en un litigio con Tengen, una subsidiaria de Atari Games, sobre los derechos del Tetris, y defendió el uso de Nintendo del chip de bloqueo 10NES. Además, representó a la compañía en las audiencias del Senado de los Estados Unidos sobre los videojuegos de 1993, que trataron los videojuegos violentos, y durante las cuales le prometió a Joe Lieberman y Herb Kohl que no lanzaría Night Trap en una consola de Nintendo porque se consideraba inapropiado para niños.
Lincoln anunció su retiro de Nintendo en 1999 y dejó la empresa en 2000.

## Seattle Mariners
La administración de Lincoln como director ejecutivo de los Seattle Mariners ha tenido tanto éxito como controversia. Lincoln fue considerado fundamental, junto con el exsenador Slade Gorton, en la preservación de la ubicación del equipo en Seattle y en la negociación con la ciudad para un nuevo estadio, Safeco Field. Su administración ha visto las primeras apariciones de postemporada del equipo, en 1995, 1997, 2000 y 2001, así como la agresiva expansión de los Mariners en el mercado japonés, más notablemente a través de la adquisición de la superestrella japonesa Ichiro Suzuki.
No retuvo a los gerentes de campo y gerentes generales como Lou Piniella y Pat Gillick.[cita requerida]
Lincoln se retiró en 2016, al mismo tiempo que Nintendo vendió su participación en el equipo.

## Filantropía
Además de los logros comerciales de Lincoln, es un filántropo activo. Se ha desempeñado como presidente de la campaña de United Way of King County y del Consejo Principal de Seattle de los Boy Scouts of America. También es fideicomisario de la Universidad de Western Washington.